# روسلان خینچاگف
روسلان خینچاگف (به ازبکی: Руслан Хинчагов؛ زادهٔ ۲۹ ژانویهٔ ۱۹۷۰) کشتی‌گیر بازنشستهٔ اوستیایی‌تبار کشور ازبکستان است که در دستهٔ وزنی میان‌وزن کشتی آزاد رقابت می‌کرد. او برندهٔ دو مدال برنز مسابقات قهرمانی کشتی جهان (۱۹۹۳، ۱۹۹۵) و نیز سه مدال طلا (۱۹۹۶، ۱۹۹۹، ۲۰۰۰) و یک برنز (۱۹۹۵) از مسابقات قهرمانی کشتی آسیا است. خینچاگف در المپیک ۲۰۰۰ سیدنی هم حضور داشت که به مقام پنجم رسید.